# 犯罪社會學
犯罪社會學是在犯罪學的眾分支裡，從社會學觀點來解釋犯罪成因和擬訂刑事政策的一種思考方式、研究方法。
犯罪社會學的典型理論，是以社會階級（尤其父母的社經地位）和社會區位（例：出身貧民窟）的差異，機會不平等、種族歧視、文化衝突等概念為切入點來解釋犯罪現象，並主張個人出身的社會階級是後來犯罪的主要原因。犯罪學社會學派的代表性理論，包括：
- 緊張理論（strain theory），其由來的社會學上稱為失範理論（amonie theory）；
- 次文化理論（subculture theory）；
- 標籤理論（labeling theory）；
- 衝突理論（conflict theory）；
- 馬克思主義犯罪學（英语：Marxist criminology）；
- 女性主義犯罪學。

不過這些理論或多或少也有著墨社會心理學的觀點。
犯罪學文獻中常見到將「社會控制理論」（英語：Social Control Theory）歸類為社會學派犯罪學的說法。但究其理論本質，其實與犯罪心理學的關係較近，而較遠離犯罪社會學。

## 歷史
19世紀中，犯罪學的實證主義剛興起時，在歐洲（義大利學派除外）就流行從社會結構失調、社會制度失能、階級差異、資源／機會不平等之類的觀點來探求犯罪成因，把犯罪詮釋為：主要是社會問題，較不是個人問題。
美國犯罪學的社會學派從大概1920年代開始，主要從芝加哥大學（蘇哲蘭：差別接觸理論，1924年）、哥倫比亞大學（莫頓：緊張理論，1938年）等地開始興盛，流傳世界各國後，並結合政治上跨越時代總是熱門的階級鬥爭／消除階級不平等之口號，因而排擠了犯罪學心理學派，成為當時迄今犯罪學的主流學派。

## 註腳
1. ↑  Andrews, Bonta (2010): Andrews, Donald Authur; Bonta, James.  5th ed. Amsterdam, Boston et al.: Anderson Publishing, Lexis Nexis. 2010. ISBN 978-1-4224-6329-1 （英语）. 外部链接存在于|publisher= (帮助)
 Class-Based Sociological Theories: Social Location, Social Reaction, and Inequality. In: Chapter 3. Understanding Through Theory: Psychopathological, Psychodynamic, Social Location, and Differential Association Perspectives.